# Aspidistra longiloba
Aspidistra longiloba là một loài thực vật có hoa trong họ Măng tây. Loài này được G.Z.Li mô tả khoa học đầu tiên năm 1988.